# Martin Henderson

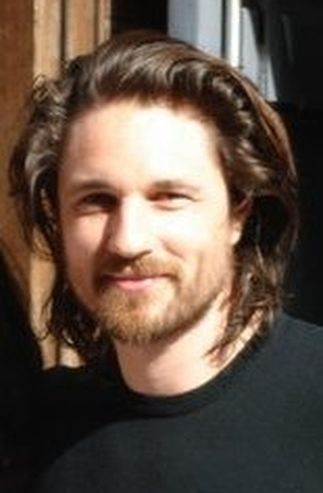
Martin Henderson 2006.

Martin Henderson född 8 oktober 1974 i Auckland, Nya Zeeland, är en nyzeeländsk skådespelare.

## Filmografi i urval
- 2002 - The Ring
- 2002 - Windtalkers
- 2003 - Sweet Dreams
- 2004 - Kärlek & fördom
- 2004 - Torque - på högsta växel
- 2006 - Flyboys
- 2015 – Everest
- 2015–2017 – Grey's Anatomy (TV-serie)
- 2018 – The Strangers: Prey at Night
- 2019–2020 – Virgin River (TV-serie)